# روبرت تروهيو
روبرت تروهيو (بالإنجليزية: Robert Trujillo) عازف البايس لفرقة الهايفي والتراش ميتال ميتاليكا. بدأ العزف على البايس غيتار منذ كان عمره 16 سنة وكان تألقه في الأداء عاليا فأسما نفسه بايس الهواء أو بايس السماء نظرا لأنه يقلد حركات التنين والنسر في الوقت ذاته. بدأ مشواره الفني مع المؤسس الأول لفرقة بلاك سابث أوزي اوبينسن (بعد عن انفصل عن الفرقة بلاك سابث وتأسيسه فرقه أسماها بنفس اسمه: أوزي اوزبورن).

## روابط خارجية
- روبرت تروهيو على موقع IMDb (الإنجليزية)
- روبرت تروهيو على موقع ميوزك برينز (الإنجليزية)
- روبرت تروهيو على موقع إن إن دي بي (الإنجليزية)
- روبرت تروهيو على موقع أول ميوزيك (الإنجليزية)
- روبرت تروهيو على موقع ديسكوغز (الإنجليزية)
- روبرت تروهيو على موقع قاعدة بيانات الفيلم (الإنجليزية)